# Namibmes
Namibmes (Melaniparus carpi) är en fågel i familjen mesar inom ordningen tättingar. Den förekommer i sydvästra Afrika. Beståndet anses vara livskraftigt.

## Utseende och läte
Namibmesen är en svart mes med mestadels vita vingar och vitt på yttre stjärtpennorna. Honan är något mattare och brunare än hanen. Den överlappar mycket lokalt med liknande sotmesen, men skiljer sig från denna genom mer vitt i vingen och helsvart snarare än vitbandad undersida på stjärten. Det raspiga och ofta upprepade lätet är klassiskt meslikt, i engelsk litteratur beskrivet som "chee-chi-chi-chi-chi".

## Utbredning och systematik
Namibmesen förekommer i södra Afrika från södra Angola till nordvästra Namibia. Den behandlas som monotypisk, det vill säga att den inte delas in i några underarter. Tidigare behandlades den som underart till sotmesen.

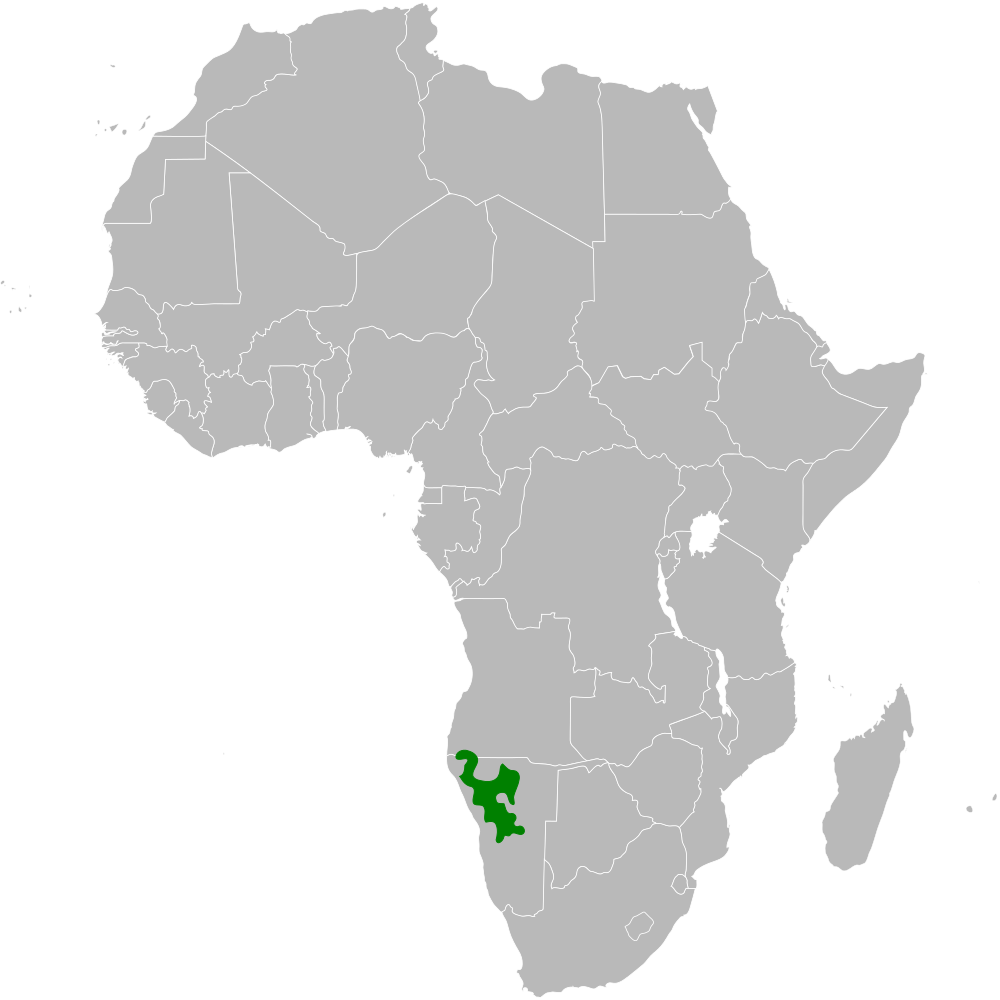
Carpmesens utbredningsområde.

### Släktestillhörighet
Namibmesen placerades tidigare liksom övriga mesar i Afrika i släktet Parus, men har lyfts ut till det egna släktet Melaniparus efter genetiska studier från 2013 som visade att de utgör en distinkt utvecklingslinje.

## Levnadssätt
Namibmesen hittas på torr savann och i mopaneskog. Den ses vanligen i par eller smågrupper som är lätt igen kännbara och ljudliga.

## Status och hot
Arten har ett stort utbredningsområde, men tros minska i antal, dock inte tillräckligt kraftigt för att den ska betraktas som hotad. Internationella naturvårdsunionen IUCN listar arten som livskraftig (LC).  Världspopulationen har inte uppskattats.

## Namn
Fågelns vetenskapliga artnamn hedrar Bernhard Carp (1901-1966), en sydafrikansk naturforskare. Tidigare kallades den carpmes även på svenska, men justerades 2023 till ett mer informativt namn av BirdLife Sveriges taxonomikommitté.